# دون أكرمان
دون أكرمان (بالإنجليزية: Don Ackerman)‏ مواليد 04 سبتمبر 1930 في نيويورك - الوفاة 09 يوليو 2011، كان لاعب كرة سلة أمريكي بدأ مسيرته الاحترافية في سنة 1952 حيث تم اختياره من قبل فريق نيويورك نيكس خلال الدرافت، وحمل الرقم 3. بلغ طوله 6 قدم 0 بوصة (1.8 م). اعتزل اللعب في 1954.

## فرق لعب لها
- نيويورك نيكس

## إحصائيات المسيرة

### الموسم الاعتيادي
| السنة   | الفريق       | لعب | بدأ | دقيقة | ميداني% | ثلاثية | حرة  | ارتداد | صنع | استلاب | تصدي | نقطة |
| ------- | ------------ | --- | --- | ----- | ------- | ------ | ---- | ------ | --- | ------ | ---- | ---- |
| 1953–54 | نيويورك نيكس | 28  | -   | 7.9   | .222    | -      | .536 | .5     | .8  | -      | -    | 1.5  |
| المسيرة |              | 28  | -   | 7.9   | .222    | -      | .536 | .5     | .8  | -      | -    | 1.5  |

## روابط خارجية
- دون أكرمان على موقع إن بي أي (الإنجليزية)
- دون أكرمان على موقع سبورتس رفرنس (الإنجليزية)
- دون أكرمان على موقع ريلجم (الإنجليزية)
- دون أكرمان على موقع بروبوليرز (الإنجليزية)